# محمد بن قاسم بن علی
محمّد بن قاسم بن علی، نوه علی بن حسین، همراه یاران خود از کوفه به مرو رفت در مرو چهل هزار نفر به او گرویدند. به علت بی‌اعتمادی که به گروهی از یار ان خود داشت دعوت خود را آشکار نکرد سپس به طالقان، در منطقه تخار رفت. در آن شهر به یاران او افزوده شد در ۲۱۹ (قمری) قیام خود ر ا آشکار کرد. در این زمان عبدالله بن طاهر لشکری به فرماندهی حسین بن نوح برای نبرد با محمد فرستاد سپاه عبدالله بن طاهر شکست خورد عبدالله بار دیگر سربازانی به فرماندهی نوح بن حیان بن جبله برای جنگ با او فرستاد.
سرانجام سپاه عبدالله توانست محمد بن قاسم را شکست دهد. محمد بن قاسم به نسا عقب‌نشینی کرد و خود در این شهر مخفی شد. مأموران عبدالله او را دستگیر و به نیشابور بردند ولی به خاطر ترس از بیروان محمد بن قاسم مراقبت‌هایی از او می‌شد سرانجام عبدالله با دادن هدایایی او را به بغداد فرستاد. معتصم او را زندانی کرد ولی سرانجام او موفق شد از زندان فرار کرد.